# Alain Connes
Alain Connes (1 de abril de 1947 es un matemático francés, Egresado de la Escuela Normal Superior de París, actualmente profesor en el Institut des Hautes Études Scientifiques (Bures sur Yvette, Francia). El profesor Connes es un especialista en el álgebra de Von Neumann. Fue el primero en completar con éxito la clasificación de factores de estos objetos.
Los notables puntos de unión entre este objeto, las herramientas que él y sus colaboradores desarrollaron para abordar este y otros problemas acerca de la física teórica, física de partículas y geometría diferencial le llevaron a enfatizar la Geometría no conmutativa (nombre de su principal libro hasta la fecha).
Fue galardonado con la Medalla Fields en 1982 y con el Premio Crafoord en 2001.